# ESTJ
ESTJ é um dos tipos personalidades definido pelo psiquiatra Carl Gustav Jung, caracterizada pela expressão da:
- Extroversão (E).
- Sensação (S).
- Pensamento (T).
- Julgamento (J).

## Tipos psicológicos
A personalidade, para Carl Gustav Jung, foi caracterizada como o ideal do adulto, a expressão da totalidade do homem, em que a realização consciente por meio da “individuação” representa a intuição final do desenvolvimento humano para o período situado além da metade da existência, de acordo com seu livro "O desenvolvimento da personalidade". Jung teve a influência de muitas teorias psicológicas, principalmente de Freud, de quem foi discípulo, separando-se apenas por divergências diante a teoria da sexualidade.
Jung, em 1921, propôs um novo olhar diante das personalidades humanas com a teoria dos “tipos psicológicos” e com a publicação do livro com o mesmo nome. Tal teoria permite observar um padrão de comportamentos nos indivíduos, como se fosse uma forma geral pronta de ação ou reação da psique em determinadas situações. Os tipos psicológicos caracterizados por ele refletem uma preferência natural do indivíduo no seu modo de se relacionar com o mundo, ou seja,“estar disposto para algo determinado, ainda que esse algo seja inconsciente”.
Os tipos psicológicos de Jung são definidos por combinações entre as disposições psíquicas e as funções psíquicas.
Jung dividiu as disposições psicológicas em duas, sendo elas: Extroversão e Introversão. A primeira é descrita como uma atitude objetiva e externa, fluindo de dentro para fora da psique. Já a segunda, é definida como subjetiva, de fora para dentro da psique.  Estas duas atitudes  são completamente opostas,  atuam juntas e simultaneamente em um indivíduo, sendo que uma delas se sobressai. 
Além disso, Jung percebeu que além das disposições psíquicas, existem também as funções psíquicas que são divididas em 4: sensação, intuição, pensamento e sentimento. As duas primeiras são consideradas pelo autor como funções irracionais e as outras como funções racionais. A sensação recebe maior influência dos órgãos do sentido, focando no presente. Já a Intuição vai além das sensações, verificando o inconsciente e o que está oculto nas percepções. A função pensamento faz um papel de julgamento a partir da razão e da lógica.  E por fim, o sentimento faz uma avaliação dos fenômenos e os classifica em agradáveis ou não. Estas disposições e funções se inter-relacionam e constroem a personalidade do indivíduo.